# Lista över fornlämningar i Munkedals kommun (Svarteborg)
Lista över fornlämningar i Munkedals kommun (Svarteborg) är en förteckning av ett urval av de fornlämningar som finns i Svarteborg i Munkedals kommun.
| Namn                                     | Lämningstyp                 | Tillkomsttid | Historisk indelning  | Plats | Läge                 | ID-nr          | Bild                                      |
| ---------------------------------------- | --------------------------- | ------------ | -------------------- | ----- | -------------------- | -------------- | ----------------------------------------- |
| Svarteborg 1:1                           | Hällristning                |              | Svarteborg, Bohuslän |       | 58.539868, 11.520219 | 10160300010001 | Ladda upp en bild av detta fornminne      |
| Svarteborg 2:1                           | Hällristning                |              | Svarteborg, Bohuslän |       | 58.540809, 11.527783 | 10160300020001 | Ladda upp en bild av detta fornminne      |
| Svarteborg 3:1                           | Hällristning                |              | Svarteborg, Bohuslän |       | 58.525320, 11.544350 | 10160300030001 | Ladda upp en bild av detta fornminne      |
| Svarteborg 4:1                           | Hällristning                |              | Svarteborg, Bohuslän |       | 58.523613, 11.544043 | 10160300040001 | Ladda upp en bild av detta fornminne      |
| Svarteborg 5:1                           | Hällristning                |              | Svarteborg, Bohuslän |       | 58.523448, 11.543287 | 10160300050001 | Ladda upp en bild av detta fornminne      |
| Svarteborg 5:2                           | Hällristning                |              | Svarteborg, Bohuslän |       | 58.523420, 11.543188 | 10160300050002 | Ladda upp en bild av detta fornminne      |
| Svarteborg 6:1                           | Hällristning                |              | Svarteborg, Bohuslän |       | 58.523533, 11.543433 | 10160300060001 | Ladda upp en bild av detta fornminne      |
| Svarteborg 6:2                           | Hällristning                |              | Svarteborg, Bohuslän |       | 58.523643, 11.543508 | 10160300060002 | Ladda upp en bild av detta fornminne      |
| Svarteborg 7:1                           | Hällristning                |              | Svarteborg, Bohuslän |       | 58.525717, 11.551326 | 10160300070001 | Ladda upp en bild av detta fornminne      |
| Svarteborg 7:2                           | Hällristning                |              | Svarteborg, Bohuslän |       | 58.525704, 11.551197 | 10160300070002 | Ladda upp en bild av detta fornminne      |
| Svarteborg 8:1                           | Hällristning                |              | Svarteborg, Bohuslän |       | 58.524940, 11.553704 | 10160300080001 | Ladda upp en bild av detta fornminne      |
| Svarteborg 9:1                           | Hällristning                |              | Svarteborg, Bohuslän |       | 58.522623, 11.540453 | 10160300090001 | Ladda upp en till bild av detta fornminne |
| Svarteborg 9:2                           | Hällristning                |              | Svarteborg, Bohuslän |       | 58.522589, 11.540199 | 10160300090002 | Ladda upp en bild av detta fornminne      |
| Svarteborg 9:3                           | Hällristning                |              | Svarteborg, Bohuslän |       | 58.522578, 11.540129 | 10160300090003 | Ladda upp en bild av detta fornminne      |
| Svarteborg 10:1                          | Hällristning                |              | Svarteborg, Bohuslän |       | 58.522992, 11.542081 | 10160300100001 | Ladda upp en bild av detta fornminne      |
| Svarteborg 10:2                          | Hällristning                |              | Svarteborg, Bohuslän |       | 58.523082, 11.542106 | 10160300100002 | Ladda upp en bild av detta fornminne      |
| Svarteborg 10:3                          | Hällristning                |              | Svarteborg, Bohuslän |       | 58.522873, 11.542007 | 10160300100003 | Ladda upp en bild av detta fornminne      |
| Svarteborg 11:1                          | Hällristning                |              | Svarteborg, Bohuslän |       | 58.522517, 11.537974 | 10160300110001 | Ladda upp en bild av detta fornminne      |
| Svarteborg 12:1                          | Hällristning                |              | Svarteborg, Bohuslän |       | 58.522523, 11.533529 | 10160300120001 | Ladda upp en bild av detta fornminne      |
| Svarteborg 13:1                          | Hällristning                |              | Svarteborg, Bohuslän |       | 58.521528, 11.530944 | 10160300130001 | Ladda upp en bild av detta fornminne      |
| Svarteborg 13:2                          | Hällristning                |              | Svarteborg, Bohuslän |       | 58.521513, 11.530722 | 10160300130002 | Ladda upp en till bild av detta fornminne |
| Svarteborg 14:1                          | Hällristning                |              | Svarteborg, Bohuslän |       | 58.531069, 11.539659 | 10160300140001 | Ladda upp en bild av detta fornminne      |
| Svarteborg 14:2                          | Hällristning                |              | Svarteborg, Bohuslän |       | 58.531107, 11.539801 | 10160300140002 | Ladda upp en bild av detta fornminne      |
| Svarteborg 14:3                          | Hällristning                |              | Svarteborg, Bohuslän |       | 58.531131, 11.539903 | 10160300140003 | Ladda upp en bild av detta fornminne      |
| Svarteborg 14:4                          | Hällristning                |              | Svarteborg, Bohuslän |       | 58.531177, 11.540019 | 10160300140004 | Ladda upp en bild av detta fornminne      |
| Svarteborg 15:1                          | Hällristning                |              | Svarteborg, Bohuslän |       | 58.520006, 11.552370 | 10160300150001 | Ladda upp en bild av detta fornminne      |
| Svarteborg 15:2                          | Hällristning                |              | Svarteborg, Bohuslän |       | 58.519827, 11.552406 | 10160300150002 | Ladda upp en bild av detta fornminne      |
| Svarteborg 15:3                          | Hällristning                |              | Svarteborg, Bohuslän |       | 58.519813, 11.552288 | 10160300150003 | Ladda upp en bild av detta fornminne      |
| Svarteborg 16:1                          | Hällristning                |              | Svarteborg, Bohuslän |       | 58.522591, 11.539306 | 10160300160001 | Ladda upp en bild av detta fornminne      |
| Svarteborg 16:2                          | Hällristning                |              | Svarteborg, Bohuslän |       | 58.522553, 11.539585 | 10160300160002 | Ladda upp en bild av detta fornminne      |
| Svarteborg 17:1                          | Hällristning                |              | Svarteborg, Bohuslän |       | 58.518013, 11.540307 | 10160300170001 | Ladda upp en bild av detta fornminne      |
| Svarteborg 17:2                          | Hällristning                |              | Svarteborg, Bohuslän |       | 58.517747, 11.540053 | 10160300170002 | Ladda upp en bild av detta fornminne      |
| Svarteborg 18:1                          | Hällristning                |              | Svarteborg, Bohuslän |       | 58.516423, 11.564046 | 10160300180001 | Ladda upp en bild av detta fornminne      |
| Svarteborg 18:2                          | Hällristning                |              | Svarteborg, Bohuslän |       | 58.516301, 11.563527 | 10160300180002 | Ladda upp en bild av detta fornminne      |
| Svarteborg 19:1                          | Hällristning                |              | Svarteborg, Bohuslän |       | 58.521475, 11.531592 | 10160300190001 | Ladda upp en bild av detta fornminne      |
| Svarteborg 19:2                          | Hällristning                |              | Svarteborg, Bohuslän |       | 58.521465, 11.531536 | 10160300190002 | Ladda upp en bild av detta fornminne      |
| Svarteborg 51:1                          | Hög                         |              | Svarteborg, Bohuslän |       | 58.494515, 11.567526 | 10160300510001 | Ladda upp en bild av detta fornminne      |
| Svarteborg 54:1                          | Grav markerad av sten/block |              | Svarteborg, Bohuslän |       | 58.507910, 11.575330 | 10160300540001 | Ladda upp en bild av detta fornminne      |
| Svarteborg 57:1                          | Röse                        |              | Svarteborg, Bohuslän |       | 58.501391, 11.547367 | 10160300570001 | Ladda upp en bild av detta fornminne      |
| Svarteborg 57:2                          | Röse                        |              | Svarteborg, Bohuslän |       | 58.501251, 11.547469 | 10160300570002 | Ladda upp en bild av detta fornminne      |
| Svarteborg 59:1                          | Grav markerad av sten/block |              | Svarteborg, Bohuslän |       | 58.505086, 11.566813 | 10160300590001 | Ladda upp en bild av detta fornminne      |
| Svarteborg 60:1                          | Hög                         |              | Svarteborg, Bohuslän |       | 58.499822, 11.586355 | 10160300600001 | Ladda upp en bild av detta fornminne      |
| Svarteborg 63:1                          | Röse                        |              | Svarteborg, Bohuslän |       | 58.505016, 11.586115 | 10160300630001 | Ladda upp en bild av detta fornminne      |
| Svarteborg 63:2                          | Röse                        |              | Svarteborg, Bohuslän |       | 58.504817, 11.585760 | 10160300630002 | Ladda upp en bild av detta fornminne      |
| Svarteborg 64:1                          | Stensättning                |              | Svarteborg, Bohuslän |       | 58.504121, 11.587059 | 10160300640001 | Ladda upp en bild av detta fornminne      |
| Svarteborg 68:1                          | Stensättning                |              | Svarteborg, Bohuslän |       | 58.507842, 11.586801 | 10160300680001 | Ladda upp en bild av detta fornminne      |
| Svarteborg 73:1                          | Röse                        |              | Svarteborg, Bohuslän |       | 58.520853, 11.595817 | 10160300730001 | Ladda upp en bild av detta fornminne      |
| Svarteborg 82:1                          | Stensättning                |              | Svarteborg, Bohuslän |       | 58.532586, 11.579198 | 10160300820001 | Ladda upp en bild av detta fornminne      |
| Svarteborg 84:1                          | Röse                        |              | Svarteborg, Bohuslän |       | 58.530154, 11.559269 | 10160300840001 | Ladda upp en bild av detta fornminne      |
| Tose kyrka (Svarteborg 85:1)             | Stensättning                |              | Svarteborg, Bohuslän |       | 58.520404, 11.563419 | 10160300850001 | Ladda upp en bild av detta fornminne      |
| Svarteborg 86:1                          | Hög                         |              | Svarteborg, Bohuslän |       | 58.521857, 11.555254 | 10160300860001 | Ladda upp en bild av detta fornminne      |
| Svarteborg 86:2                          | Stensättning                |              | Svarteborg, Bohuslän |       | 58.521790, 11.555107 | 10160300860002 | Ladda upp en bild av detta fornminne      |
| Svarteborg 86:3                          | Hög                         |              | Svarteborg, Bohuslän |       | 58.521894, 11.556281 | 10160300860003 | Ladda upp en bild av detta fornminne      |
| Svarteborg 86:4                          | Hög                         |              | Svarteborg, Bohuslän |       | 58.521902, 11.556554 | 10160300860004 | Ladda upp en bild av detta fornminne      |
| Svarteborg 89:1                          | Hög                         |              | Svarteborg, Bohuslän |       | 58.520908, 11.550888 | 10160300890001 | Ladda upp en bild av detta fornminne      |
| Svarteborg 89:2                          | Stensättning                |              | Svarteborg, Bohuslän |       | 58.520503, 11.550551 | 10160300890002 | Ladda upp en bild av detta fornminne      |
| Svarteborg 94:1                          | Hög                         |              | Svarteborg, Bohuslän |       | 58.525657, 11.549442 | 10160300940001 | Ladda upp en bild av detta fornminne      |
| Svarteborg 95:1                          | Hög                         |              | Svarteborg, Bohuslän |       | 58.527175, 11.545579 | 10160300950001 | Ladda upp en bild av detta fornminne      |
| Boråseberget (Svarteborg 96:1)           | Fornborg                    |              | Svarteborg, Bohuslän |       | 58.524843, 11.529857 | 10160300960001 | Ladda upp en bild av detta fornminne      |
| Svarteborg 97:1                          | Hög                         |              | Svarteborg, Bohuslän |       | 58.517128, 11.540082 | 10160300970001 | Ladda upp en bild av detta fornminne      |
| Svarteborg 99:1                          | Stensättning                |              | Svarteborg, Bohuslän |       | 58.517763, 11.535794 | 10160300990001 | Ladda upp en bild av detta fornminne      |
| Svarteborg 111:1                         | Stensättning                |              | Svarteborg, Bohuslän |       | 58.528195, 11.516174 | 10160301110001 | Ladda upp en bild av detta fornminne      |
| Svarteborg 118:1                         | Stensättning                |              | Svarteborg, Bohuslän |       | 58.540956, 11.514507 | 10160301180001 | Ladda upp en bild av detta fornminne      |
| Svarteborg 119:1                         | Gravfält                    |              | Svarteborg, Bohuslän |       | 58.538355, 11.512446 | 10160301190001 | Ladda upp en bild av detta fornminne      |
| Svarteborg 122:1                         | Gravfält                    |              | Svarteborg, Bohuslän |       | 58.543149, 11.515826 | 10160301220001 | Ladda upp en bild av detta fornminne      |
| Svarteborg 123:1                         | Gravfält                    |              | Svarteborg, Bohuslän |       | 58.542178, 11.515367 | 10160301230001 | Ladda upp en bild av detta fornminne      |
| Svarteborg 124:1                         | Röse                        |              | Svarteborg, Bohuslän |       | 58.545919, 11.528976 | 10160301240001 | Ladda upp en bild av detta fornminne      |
| Svarteborg 124:2                         | Röse                        |              | Svarteborg, Bohuslän |       | 58.545605, 11.528991 | 10160301240002 | Ladda upp en bild av detta fornminne      |
| Svarteborg 125:1                         | Röse                        |              | Svarteborg, Bohuslän |       | 58.544940, 11.527049 | 10160301250001 | Ladda upp en bild av detta fornminne      |
| Svarteborg 129:1                         | Röse                        |              | Svarteborg, Bohuslän |       | 58.548152, 11.536837 | 10160301290001 | Ladda upp en bild av detta fornminne      |
| Svarteborg 130:1                         | Röse                        |              | Svarteborg, Bohuslän |       | 58.542775, 11.530896 | 10160301300001 | Ladda upp en bild av detta fornminne      |
| Svarteborg 130:2                         | Röse                        |              | Svarteborg, Bohuslän |       | 58.542586, 11.531224 | 10160301300002 | Ladda upp en bild av detta fornminne      |
| Svarteborg 131:1                         | Stensättning                |              | Svarteborg, Bohuslän |       | 58.543983, 11.529140 | 10160301310001 | Ladda upp en bild av detta fornminne      |
| Svarteborg 132:1                         | Röse                        |              | Svarteborg, Bohuslän |       | 58.536938, 11.508369 | 10160301320001 | Ladda upp en bild av detta fornminne      |
| Svarteborg 132:2                         | Röse                        |              | Svarteborg, Bohuslän |       | 58.536952, 11.507629 | 10160301320002 | Ladda upp en bild av detta fornminne      |
| Svarteborg 132:3                         | Stensättning                |              | Svarteborg, Bohuslän |       | 58.537224, 11.507736 | 10160301320003 | Ladda upp en bild av detta fornminne      |
| Svarteborg 133:1                         | Röse                        |              | Svarteborg, Bohuslän |       | 58.536400, 11.505731 | 10160301330001 | Ladda upp en bild av detta fornminne      |
| Svarteborg 133:2                         | Röse                        |              | Svarteborg, Bohuslän |       | 58.536196, 11.504929 | 10160301330002 | Ladda upp en bild av detta fornminne      |
| Svarteborg 133:3                         | Röse                        |              | Svarteborg, Bohuslän |       | 58.535954, 11.504956 | 10160301330003 | Ladda upp en bild av detta fornminne      |
| Svarteborg 133:4                         | Röse                        |              | Svarteborg, Bohuslän |       | 58.535676, 11.504694 | 10160301330004 | Ladda upp en bild av detta fornminne      |
| Svarteborg 134:1                         | Stensättning                |              | Svarteborg, Bohuslän |       | 58.547778, 11.546892 | 10160301340001 | Ladda upp en bild av detta fornminne      |
| Svarteborg 142:1                         | Hög                         |              | Svarteborg, Bohuslän |       | 58.553102, 11.563085 | 10160301420001 | Ladda upp en bild av detta fornminne      |
| Svarteborg 143:1                         | Gravfält                    |              | Svarteborg, Bohuslän |       | 58.554826, 11.560288 | 10160301430001 | Ladda upp en bild av detta fornminne      |
| Svarteborg 148:1                         | Hög                         |              | Svarteborg, Bohuslän |       | 58.554479, 11.589839 | 10160301480001 | Ladda upp en bild av detta fornminne      |
| Svarteborg 150:1                         | Gravfält                    |              | Svarteborg, Bohuslän |       | 58.530676, 11.510780 | 10160301500001 | Ladda upp en bild av detta fornminne      |
| Svarteborg 157:1                         | Stensättning                |              | Svarteborg, Bohuslän |       | 58.564744, 11.575066 | 10160301570001 | Ladda upp en bild av detta fornminne      |
| Svarteborg 160:1                         | Stensättning                |              | Svarteborg, Bohuslän |       | 58.552839, 11.536961 | 10160301600001 | Ladda upp en bild av detta fornminne      |
| Svarteborg 161:1                         | Röse                        |              | Svarteborg, Bohuslän |       | 58.531161, 11.503117 | 10160301610001 | Ladda upp en bild av detta fornminne      |
| Svarteborg 165:1                         | Hög                         |              | Svarteborg, Bohuslän |       | 58.552502, 11.614144 | 10160301650001 | Ladda upp en bild av detta fornminne      |
| Svarteborg 169:1                         | Stensättning                |              | Svarteborg, Bohuslän |       | 58.553990, 11.635194 | 10160301690001 | Ladda upp en bild av detta fornminne      |
| Stenröseberget (Svarteborg 170:1)        | Stensättning                |              | Svarteborg, Bohuslän |       | 58.546601, 11.632521 | 10160301700001 | Ladda upp en bild av detta fornminne      |
| Stenröseberget (Svarteborg 170:2)        | Röse                        |              | Svarteborg, Bohuslän |       | 58.546413, 11.632802 | 10160301700002 | Ladda upp en bild av detta fornminne      |
| Svarteborg 171:1                         | Hög                         |              | Svarteborg, Bohuslän |       | 58.547552, 11.639613 | 10160301710001 | Ladda upp en bild av detta fornminne      |
| Svarteborg 173:1                         | Röse                        |              | Svarteborg, Bohuslän |       | 58.558333, 11.639051 | 10160301730001 | Ladda upp en bild av detta fornminne      |
| Svarteborg 175:1                         | Röse                        |              | Svarteborg, Bohuslän |       | 58.553438, 11.643572 | 10160301750001 | Ladda upp en bild av detta fornminne      |
| Svarteborg 176:1                         | Gravfält                    |              | Svarteborg, Bohuslän |       | 58.553518, 11.641457 | 10160301760001 | Ladda upp en bild av detta fornminne      |
| Svarteborg 177:1                         | Gravfält                    |              | Svarteborg, Bohuslän |       | 58.551954, 11.642892 | 10160301770001 | Ladda upp en bild av detta fornminne      |
| Svarteborg 181:1                         | Hög                         |              | Svarteborg, Bohuslän |       | 58.564077, 11.562576 | 10160301810001 | Ladda upp en bild av detta fornminne      |
| Svarteborg 181:2                         | Stensättning                |              | Svarteborg, Bohuslän |       | 58.563960, 11.562316 | 10160301810002 | Ladda upp en bild av detta fornminne      |
| Svarteborg 183:1                         | Gravfält                    |              | Svarteborg, Bohuslän |       | 58.565172, 11.556400 | 10160301830001 | Ladda upp en bild av detta fornminne      |
| Svarteborg 184:1                         | Hög                         |              | Svarteborg, Bohuslän |       | 58.564738, 11.557123 | 10160301840001 | Ladda upp en bild av detta fornminne      |
| Svarteborg 187:1                         | Gravfält                    |              | Svarteborg, Bohuslän |       | 58.569548, 11.556527 | 10160301870001 | Ladda upp en bild av detta fornminne      |
| Svarteborg 190:1                         | Gravfält                    |              | Svarteborg, Bohuslän |       | 58.570836, 11.555162 | 10160301900001 | Ladda upp en bild av detta fornminne      |
| Svarteborg 191:1                         | Stensättning                |              | Svarteborg, Bohuslän |       | 58.572133, 11.553825 | 10160301910001 | Ladda upp en bild av detta fornminne      |
| Svarteborg 191:2                         | Stensättning                |              | Svarteborg, Bohuslän |       | 58.572002, 11.553945 | 10160301910002 | Ladda upp en bild av detta fornminne      |
| Svarteborg 193:1                         | Stensättning                |              | Svarteborg, Bohuslän |       | 58.573359, 11.553889 | 10160301930001 | Ladda upp en bild av detta fornminne      |
| Svarteborg 200:1                         | Stensättning                |              | Svarteborg, Bohuslän |       | 58.551351, 11.573845 | 10160302000001 | Ladda upp en bild av detta fornminne      |
| Svarteborg 202:1                         | Röse                        |              | Svarteborg, Bohuslän |       | 58.577817, 11.548991 | 10160302020001 | Ladda upp en bild av detta fornminne      |
| Svarteborg 203:1                         | Stensättning                |              | Svarteborg, Bohuslän |       | 58.577649, 11.550080 | 10160302030001 | Ladda upp en bild av detta fornminne      |
| Svarteborg 203:2                         | Stensättning                |              | Svarteborg, Bohuslän |       | 58.577236, 11.550082 | 10160302030002 | Ladda upp en bild av detta fornminne      |
| Svarteborg 204:1                         | Hög                         |              | Svarteborg, Bohuslän |       | 58.567365, 11.550039 | 10160302040001 | Ladda upp en bild av detta fornminne      |
| Svarteborg 204:2                         | Stensättning                |              | Svarteborg, Bohuslän |       | 58.567144, 11.550394 | 10160302040002 | Ladda upp en bild av detta fornminne      |
| Svarteborg 206:1                         | Hög                         |              | Svarteborg, Bohuslän |       | 58.566686, 11.547374 | 10160302060001 | Ladda upp en bild av detta fornminne      |
| Svarteborg 208:1                         | Röse                        |              | Svarteborg, Bohuslän |       | 58.569448, 11.541578 | 10160302080001 | Ladda upp en bild av detta fornminne      |
| Svarteborg 209:1                         | Röse                        |              | Svarteborg, Bohuslän |       | 58.570029, 11.543739 | 10160302090001 | Ladda upp en bild av detta fornminne      |
| Svarteborg 212:1                         | Hög                         |              | Svarteborg, Bohuslän |       | 58.570849, 11.533928 | 10160302120001 | Ladda upp en bild av detta fornminne      |
| Svarteborg 212:2                         | Hög                         |              | Svarteborg, Bohuslän |       | 58.571271, 11.534166 | 10160302120002 | Ladda upp en bild av detta fornminne      |
| Svarteborg 212:3                         | Hög                         |              | Svarteborg, Bohuslän |       | 58.571388, 11.533910 | 10160302120003 | Ladda upp en bild av detta fornminne      |
| Svarteborg 212:4                         | Hög                         |              | Svarteborg, Bohuslän |       | 58.571579, 11.533455 | 10160302120004 | Ladda upp en bild av detta fornminne      |
| Svarteborg 213:1                         | Hög                         |              | Svarteborg, Bohuslän |       | 58.570999, 11.535612 | 10160302130001 | Ladda upp en bild av detta fornminne      |
| Svarteborg 220:1                         | Hög                         |              | Svarteborg, Bohuslän |       | 58.580200, 11.567459 | 10160302200001 | Ladda upp en bild av detta fornminne      |
| Svarteborg 221:1                         | Hög                         |              | Svarteborg, Bohuslän |       | 58.579193, 11.579447 | 10160302210001 | Ladda upp en bild av detta fornminne      |
| Svarteborg 221:2                         | Hög                         |              | Svarteborg, Bohuslän |       | 58.579388, 11.579353 | 10160302210002 | Ladda upp en bild av detta fornminne      |
| Svarteborg 223:1                         | Hög                         |              | Svarteborg, Bohuslän |       | 58.580380, 11.540345 | 10160302230001 | Ladda upp en bild av detta fornminne      |
| Svarteborg 223:2                         | Hög                         |              | Svarteborg, Bohuslän |       | 58.580512, 11.540276 | 10160302230002 | Ladda upp en bild av detta fornminne      |
| Svarteborg 224:1                         | Grav markerad av sten/block |              | Svarteborg, Bohuslän |       | 58.580695, 11.539840 | 10160302240001 | Ladda upp en bild av detta fornminne      |
| Svarteborg 225:1                         | Stensättning                |              | Svarteborg, Bohuslän |       | 58.578267, 11.538882 | 10160302250001 | Ladda upp en bild av detta fornminne      |
| Svarteborg 226:1                         | Gravfält                    |              | Svarteborg, Bohuslän |       | 58.580942, 11.550281 | 10160302260001 | Ladda upp en bild av detta fornminne      |
| Svarteborg 227:1                         | Hög                         |              | Svarteborg, Bohuslän |       | 58.580626, 11.551053 | 10160302270001 | Ladda upp en bild av detta fornminne      |
| Svarteborg 232:1                         | Stensättning                |              | Svarteborg, Bohuslän |       | 58.577688, 11.562587 | 10160302320001 | Ladda upp en bild av detta fornminne      |
| Svarteborg 234:1                         | Stensättning                |              | Svarteborg, Bohuslän |       | 58.578375, 11.527268 | 10160302340001 | Ladda upp en bild av detta fornminne      |
| Svarteborg 237:1                         | Stensättning                |              | Svarteborg, Bohuslän |       | 58.581481, 11.532129 | 10160302370001 | Ladda upp en bild av detta fornminne      |
| Svarteborg 238:1                         | Stensättning                |              | Svarteborg, Bohuslän |       | 58.582166, 11.533417 | 10160302380001 | Ladda upp en bild av detta fornminne      |
| Svarteborg 242:1                         | Gravfält                    |              | Svarteborg, Bohuslän |       | 58.594984, 11.540804 | 10160302420001 | Ladda upp en bild av detta fornminne      |
| Svarteborg 245:1                         | Hög                         |              | Svarteborg, Bohuslän |       | 58.589225, 11.559487 | 10160302450001 | Ladda upp en bild av detta fornminne      |
| Svarteborg 245:2                         | Stensättning                |              | Svarteborg, Bohuslän |       | 58.589051, 11.559049 | 10160302450002 | Ladda upp en bild av detta fornminne      |
| Svarteborg 246:1                         | Stensättning                |              | Svarteborg, Bohuslän |       | 58.589667, 11.555629 | 10160302460001 | Ladda upp en bild av detta fornminne      |
| Svarteborg 246:3                         | Stensättning                |              | Svarteborg, Bohuslän |       | 58.589634, 11.556477 | 10160302460003 | Ladda upp en bild av detta fornminne      |
| Svarteborg 247:1                         | Gravfält                    |              | Svarteborg, Bohuslän |       | 58.595182, 11.559810 | 10160302470001 | Ladda upp en bild av detta fornminne      |
| Svarteborg 249:101                       | Gravfält                    |              | Svarteborg, Bohuslän |       | 58.595448, 11.546772 | 10160302490101 | Ladda upp en bild av detta fornminne      |
| Svarteborg 249:201                       | Gravfält                    |              | Svarteborg, Bohuslän |       | 58.596633, 11.547405 | 10160302490201 | Ladda upp en bild av detta fornminne      |
| Svarteborg 250:1                         | Hög                         |              | Svarteborg, Bohuslän |       | 58.595281, 11.545516 | 10160302500001 | Ladda upp en bild av detta fornminne      |
| Svarteborg 251:1                         | Gravfält                    |              | Svarteborg, Bohuslän |       | 58.576544, 11.520033 | 10160302510001 | Ladda upp en till bild av detta fornminne |
| Svarteborg 252:1                         | Fornborg                    |              | Svarteborg, Bohuslän |       | 58.604729, 11.517447 | 10160302520001 | Ladda upp en bild av detta fornminne      |
| Svarteborg 253:1                         | Fornborg                    |              | Svarteborg, Bohuslän |       | 58.601785, 11.527970 | 10160302530001 | Ladda upp en bild av detta fornminne      |
| Svarteborg 254:1                         | Gravfält                    |              | Svarteborg, Bohuslän |       | 58.598064, 11.539994 | 10160302540001 | Ladda upp en bild av detta fornminne      |
| Svarteborg 255:1                         | Gravfält                    |              | Svarteborg, Bohuslän |       | 58.599502, 11.540174 | 10160302550001 | Ladda upp en bild av detta fornminne      |
| Aspångs kyrka (Svarteborg 256:1)         | Hög                         |              | Svarteborg, Bohuslän |       | 58.601484, 11.541044 | 10160302560001 | Ladda upp en bild av detta fornminne      |
| Aspångs kyrka (Svarteborg 256:2)         | Hög                         |              | Svarteborg, Bohuslän |       | 58.601243, 11.540764 | 10160302560002 | Ladda upp en bild av detta fornminne      |
| Aspångs kyrka (Svarteborg 256:3)         | Stensättning                |              | Svarteborg, Bohuslän |       | 58.601492, 11.540492 | 10160302560003 | Ladda upp en bild av detta fornminne      |
| Svarteborg 257:1                         | Stensättning                |              | Svarteborg, Bohuslän |       | 58.599980, 11.542835 | 10160302570001 | Ladda upp en bild av detta fornminne      |
| Svarteborg 258:1                         | Hög                         |              | Svarteborg, Bohuslän |       | 58.600564, 11.542813 | 10160302580001 | Ladda upp en bild av detta fornminne      |
| Svarteborg 260:1                         | Hög                         |              | Svarteborg, Bohuslän |       | 58.601538, 11.545224 | 10160302600001 | Ladda upp en bild av detta fornminne      |
| Svarteborg 260:2                         | Hög                         |              | Svarteborg, Bohuslän |       | 58.601722, 11.545179 | 10160302600002 | Ladda upp en bild av detta fornminne      |
| Svarteborg 260:3                         | Stensättning                |              | Svarteborg, Bohuslän |       | 58.601276, 11.545202 | 10160302600003 | Ladda upp en bild av detta fornminne      |
| Svarteborg 267:1                         | Stensättning                |              | Svarteborg, Bohuslän |       | 58.603078, 11.562000 | 10160302670001 | Ladda upp en bild av detta fornminne      |
| Svarteborg 269:1                         | Grav markerad av sten/block |              | Svarteborg, Bohuslän |       | 58.607112, 11.562905 | 10160302690001 | Ladda upp en bild av detta fornminne      |
| Svarteborg 269:2                         | Grav markerad av sten/block |              | Svarteborg, Bohuslän |       | 58.606967, 11.562872 | 10160302690002 | Ladda upp en bild av detta fornminne      |
| Svarteborg 269:3                         | Grav markerad av sten/block |              | Svarteborg, Bohuslän |       | 58.606973, 11.563061 | 10160302690003 | Ladda upp en bild av detta fornminne      |
| Svarteborg 270:1                         | Hög                         |              | Svarteborg, Bohuslän |       | 58.608116, 11.562538 | 10160302700001 | Ladda upp en bild av detta fornminne      |
| Svarteborg 270:2                         | Hög                         |              | Svarteborg, Bohuslän |       | 58.608118, 11.562882 | 10160302700002 | Ladda upp en bild av detta fornminne      |
| Svarteborg 271:1                         | Stensättning                |              | Svarteborg, Bohuslän |       | 58.609035, 11.562337 | 10160302710001 | Ladda upp en bild av detta fornminne      |
| Svarteborg 273:1                         | Hög                         |              | Svarteborg, Bohuslän |       | 58.614251, 11.562560 | 10160302730001 | Ladda upp en bild av detta fornminne      |
| Svarteborg 274:1                         | Stensättning                |              | Svarteborg, Bohuslän |       | 58.611536, 11.562849 | 10160302740001 | Ladda upp en bild av detta fornminne      |
| Svarteborg 275:1                         | Hög                         |              | Svarteborg, Bohuslän |       | 58.612763, 11.562695 | 10160302750001 | Ladda upp en bild av detta fornminne      |
| Slottsberget,Kaneborg (Svarteborg 283:1) | Fornborg                    |              | Svarteborg, Bohuslän |       | 58.639164, 11.560002 | 10160302830001 | Ladda upp en bild av detta fornminne      |
| Svarteborg 284:1                         | Hög                         |              | Svarteborg, Bohuslän |       | 58.624312, 11.554284 | 10160302840001 | Ladda upp en bild av detta fornminne      |
| Svarteborg 288:1                         | Gravfält                    |              | Svarteborg, Bohuslän |       | 58.625056, 11.536998 | 10160302880001 | Ladda upp en bild av detta fornminne      |
| Svarteborg 291:1                         | Stensättning                |              | Svarteborg, Bohuslän |       | 58.626786, 11.539657 | 10160302910001 | Ladda upp en bild av detta fornminne      |
| Svarteborg 293:1                         | Gravfält                    |              | Svarteborg, Bohuslän |       | 58.645299, 11.532352 | 10160302930001 | Ladda upp en bild av detta fornminne      |
| Svarteborg 294:1                         | Hög                         |              | Svarteborg, Bohuslän |       | 58.647707, 11.547163 | 10160302940001 | Ladda upp en bild av detta fornminne      |
| Svarteborg 295:1                         | Hög                         |              | Svarteborg, Bohuslän |       | 58.650800, 11.546895 | 10160302950001 | Ladda upp en bild av detta fornminne      |
| Svarteborg 296:1                         | Hög                         |              | Svarteborg, Bohuslän |       | 58.650750, 11.543084 | 10160302960001 | Ladda upp en bild av detta fornminne      |
| Svarteborg 297:1                         | Gravfält                    |              | Svarteborg, Bohuslän |       | 58.651434, 11.536161 | 10160302970001 | Ladda upp en bild av detta fornminne      |
| Svarteborg 298:1                         | Hög                         |              | Svarteborg, Bohuslän |       | 58.650646, 11.533387 | 10160302980001 | Ladda upp en bild av detta fornminne      |
| Svarteborg 299:1                         | Hög                         |              | Svarteborg, Bohuslän |       | 58.649249, 11.532894 | 10160302990001 | Ladda upp en bild av detta fornminne      |
| Svarteborg 300:1                         | Hög                         |              | Svarteborg, Bohuslän |       | 58.651932, 11.529473 | 10160303000001 | Ladda upp en bild av detta fornminne      |
| Svarteborg 300:2                         | Hög                         |              | Svarteborg, Bohuslän |       | 58.651836, 11.529747 | 10160303000002 | Ladda upp en bild av detta fornminne      |
| Svarteborg 300:3                         | Hög                         |              | Svarteborg, Bohuslän |       | 58.651630, 11.529554 | 10160303000003 | Ladda upp en bild av detta fornminne      |
| Svarteborg 301:1                         | Hög                         |              | Svarteborg, Bohuslän |       | 58.650975, 11.529604 | 10160303010001 | Ladda upp en bild av detta fornminne      |
| Svarteborg 302:1                         | Stensättning                |              | Svarteborg, Bohuslän |       | 58.653060, 11.536731 | 10160303020001 | Ladda upp en bild av detta fornminne      |
| Svarteborg 303:1                         | Hög                         |              | Svarteborg, Bohuslän |       | 58.652328, 11.549045 | 10160303030001 | Ladda upp en bild av detta fornminne      |
| Svarteborg 305:1                         | Hög                         |              | Svarteborg, Bohuslän |       | 58.659986, 11.556736 | 10160303050001 | Ladda upp en bild av detta fornminne      |
| Svarteborg 305:2                         | Hög                         |              | Svarteborg, Bohuslän |       | 58.659822, 11.556675 | 10160303050002 | Ladda upp en bild av detta fornminne      |
| Svarteborg 305:3                         | Hög                         |              | Svarteborg, Bohuslän |       | 58.659785, 11.556871 | 10160303050003 | Ladda upp en bild av detta fornminne      |
| Svarteborg 312:1                         | Stensättning                |              | Svarteborg, Bohuslän |       | 58.643414, 11.558881 | 10160303120001 | Ladda upp en bild av detta fornminne      |
| Tövenborg (Svarteborg 322:1)             | Fornborg                    |              | Svarteborg, Bohuslän |       | 58.619546, 11.575756 | 10160303220001 | Ladda upp en bild av detta fornminne      |
| Svarteborg 326:1                         | Stensättning                |              | Svarteborg, Bohuslän |       | 58.606277, 11.576628 | 10160303260001 | Ladda upp en bild av detta fornminne      |
| Svarteborg 328:1                         | Runristning                 |              | Svarteborg, Bohuslän |       | 58.585397, 11.575015 | 10160303280001 | Ladda upp en bild av detta fornminne      |
| Svarteborg 335:1                         | Hög                         |              | Svarteborg, Bohuslän |       | 58.580664, 11.549861 | 10160303350001 | Ladda upp en bild av detta fornminne      |
| Svarteborg 338:1                         | Hög                         |              | Svarteborg, Bohuslän |       | 58.590859, 11.642492 | 10160303380001 | Ladda upp en bild av detta fornminne      |
| Svarteborg 343:1                         | Stensättning                |              | Svarteborg, Bohuslän |       | 58.653810, 11.536806 | 10160303430001 | Ladda upp en bild av detta fornminne      |
| Svarteborg 352:1                         | Gravfält                    |              | Svarteborg, Bohuslän |       | 58.597372, 11.635341 | 10160303520001 | Ladda upp en bild av detta fornminne      |
| Svarteborg 356:1                         | Hög                         |              | Svarteborg, Bohuslän |       | 58.591398, 11.642199 | 10160303560001 | Ladda upp en bild av detta fornminne      |
| Svarteborg 356:2                         | Stensättning                |              | Svarteborg, Bohuslän |       | 58.591642, 11.642269 | 10160303560002 | Ladda upp en bild av detta fornminne      |
| Svarteborg 356:3                         | Hög                         |              | Svarteborg, Bohuslän |       | 58.591603, 11.642483 | 10160303560003 | Ladda upp en bild av detta fornminne      |
| Svarteborg 357:1                         | Stensättning                |              | Svarteborg, Bohuslän |       | 58.589255, 11.643109 | 10160303570001 | Ladda upp en bild av detta fornminne      |
| Svarteborg 358:1                         | Stensättning                |              | Svarteborg, Bohuslän |       | 58.603076, 11.651798 | 10160303580001 | Ladda upp en bild av detta fornminne      |
| Svarteborg 359:1                         | Röse                        |              | Svarteborg, Bohuslän |       | 58.605281, 11.659514 | 10160303590001 | Ladda upp en bild av detta fornminne      |
| Svarteborg 360:1                         | Stensättning                |              | Svarteborg, Bohuslän |       | 58.592979, 11.652775 | 10160303600001 | Ladda upp en bild av detta fornminne      |
| Svarteborg 361:1                         | Gravfält                    |              | Svarteborg, Bohuslän |       | 58.591890, 11.656375 | 10160303610001 | Ladda upp en bild av detta fornminne      |
| Svarteborg 365:1                         | Röse                        |              | Svarteborg, Bohuslän |       | 58.593513, 11.672555 | 10160303650001 | Ladda upp en bild av detta fornminne      |
| Svarteborg 366:1                         | Röse                        |              | Svarteborg, Bohuslän |       | 58.597514, 11.676812 | 10160303660001 | Ladda upp en bild av detta fornminne      |
| Svarteborg 371:1                         | Grav markerad av sten/block |              | Svarteborg, Bohuslän |       | 58.569451, 11.559386 | 10160303710001 | Ladda upp en bild av detta fornminne      |
| Svarteborg 407:1                         | Stensättning                |              | Svarteborg, Bohuslän |       | 58.536263, 11.522359 | 10160304070001 | Ladda upp en bild av detta fornminne      |
| Svarteborg 407:2                         | Stensättning                |              | Svarteborg, Bohuslän |       | 58.536220, 11.522105 | 10160304070002 | Ladda upp en bild av detta fornminne      |
| Svarteborg 407:3                         | Hög                         |              | Svarteborg, Bohuslän |       | 58.536100, 11.522307 | 10160304070003 | Ladda upp en bild av detta fornminne      |
| Svarteborg 409:1                         | Hög                         |              | Svarteborg, Bohuslän |       | 58.532731, 11.538967 | 10160304090001 | Ladda upp en bild av detta fornminne      |
| Svarteborg 416:1                         | Hällristning                |              | Svarteborg, Bohuslän |       | 58.524183, 11.551378 | 10160304160001 | Ladda upp en bild av detta fornminne      |
| Svarteborg 417:1                         | Hällristning                |              | Svarteborg, Bohuslän |       | 58.524254, 11.552950 | 10160304170001 | Ladda upp en bild av detta fornminne      |
| Svarteborg 417:2                         | Hällristning                |              | Svarteborg, Bohuslän |       | 58.523811, 11.552841 | 10160304170002 | Ladda upp en bild av detta fornminne      |
| Svarteborg 417:3                         | Hällristning                |              | Svarteborg, Bohuslän |       | 58.524186, 11.552899 | 10160304170003 | Ladda upp en bild av detta fornminne      |
| Svarteborg 421:1                         | Hög                         |              | Svarteborg, Bohuslän |       | 58.516216, 11.546646 | 10160304210001 | Ladda upp en bild av detta fornminne      |
| Svarteborg 421:2                         | Stensättning                |              | Svarteborg, Bohuslän |       | 58.516110, 11.546056 | 10160304210002 | Ladda upp en bild av detta fornminne      |
| Svarteborg 421:3                         | Stensättning                |              | Svarteborg, Bohuslän |       | 58.516058, 11.545512 | 10160304210003 | Ladda upp en bild av detta fornminne      |
| Svarteborg 421:4                         | Hög                         |              | Svarteborg, Bohuslän |       | 58.516001, 11.545707 | 10160304210004 | Ladda upp en bild av detta fornminne      |
| Svarteborg 425:1                         | Hög                         |              | Svarteborg, Bohuslän |       | 58.516860, 11.524047 | 10160304250001 | Ladda upp en bild av detta fornminne      |
| Svarteborg 426:1                         | Stensättning                |              | Svarteborg, Bohuslän |       | 58.517344, 11.525302 | 10160304260001 | Ladda upp en bild av detta fornminne      |
| Svarteborg 426:2                         | Hög                         |              | Svarteborg, Bohuslän |       | 58.517436, 11.525379 | 10160304260002 | Ladda upp en bild av detta fornminne      |
| Svarteborg 426:3                         | Stensättning                |              | Svarteborg, Bohuslän |       | 58.517705, 11.525986 | 10160304260003 | Ladda upp en bild av detta fornminne      |
| Svarteborg 426:4                         | Hög                         |              | Svarteborg, Bohuslän |       | 58.517460, 11.525599 | 10160304260004 | Ladda upp en bild av detta fornminne      |
| Svarteborg 431:1                         | Hög                         |              | Svarteborg, Bohuslän |       | 58.618741, 11.568368 | 10160304310001 | Ladda upp en bild av detta fornminne      |
| Svarteborg 440:1                         | Stensättning                |              | Svarteborg, Bohuslän |       | 58.625715, 11.530249 | 10160304400001 | Ladda upp en bild av detta fornminne      |
| Svarteborg 441:1                         | Stensättning                |              | Svarteborg, Bohuslän |       | 58.637338, 11.575027 | 10160304410001 | Ladda upp en bild av detta fornminne      |
| Svarteborg 453:1                         | Hög                         |              | Svarteborg, Bohuslän |       | 58.558909, 11.576937 | 10160304530001 | Ladda upp en bild av detta fornminne      |
| Svarteborg 453:2                         | Stensättning                |              | Svarteborg, Bohuslän |       | 58.559063, 11.576969 | 10160304530002 | Ladda upp en bild av detta fornminne      |
| Svarteborg 461:1                         | Hällristning                |              | Svarteborg, Bohuslän |       | 58.526242, 11.549485 | 10160304610001 | Ladda upp en bild av detta fornminne      |
| Svarteborg 467:1                         | Grav markerad av sten/block |              | Svarteborg, Bohuslän |       | 58.554167, 11.641487 | 10160304670001 | Ladda upp en bild av detta fornminne      |
| Svarteborg 470:1                         | Stensättning                |              | Svarteborg, Bohuslän |       | 58.562837, 11.657101 | 10160304700001 | Ladda upp en bild av detta fornminne      |
| Svarteborg 472:1                         | Stensättning                |              | Svarteborg, Bohuslän |       | 58.583133, 11.665835 | 10160304720001 | Ladda upp en bild av detta fornminne      |
| Svarteborg 472:2                         | Stensättning                |              | Svarteborg, Bohuslän |       | 58.582973, 11.665874 | 10160304720002 | Ladda upp en bild av detta fornminne      |
| Svarteborg 543:1                         | Hällristning                |              | Svarteborg, Bohuslän |       | 58.529792, 11.570140 | 10160305430001 | Ladda upp en bild av detta fornminne      |
| Svarteborg 571:1                         | Hällristning                |              | Svarteborg, Bohuslän |       | 58.522768, 11.532164 | 10160305710001 | Ladda upp en bild av detta fornminne      |
| Svarteborg 571:2                         | Hällristning                |              | Svarteborg, Bohuslän |       | 58.522639, 11.532709 | 10160305710002 | Ladda upp en bild av detta fornminne      |
| Svarteborg 572:1                         | Hällristning                |              | Svarteborg, Bohuslän |       | 58.522903, 11.535394 | 10160305720001 | Ladda upp en bild av detta fornminne      |
| Svarteborg 573:1                         | Hällristning                |              | Svarteborg, Bohuslän |       | 58.527744, 11.547924 | 10160305730001 | Ladda upp en bild av detta fornminne      |
| Svarteborg 574:1                         | Hällristning                |              | Svarteborg, Bohuslän |       | 58.524475, 11.552172 | 10160305740001 | Ladda upp en bild av detta fornminne      |
| Svarteborg 575:1                         | Hällristning                |              | Svarteborg, Bohuslän |       | 58.517559, 11.541033 | 10160305750001 | Ladda upp en bild av detta fornminne      |
| Svarteborg 576:1                         | Hällristning                |              | Svarteborg, Bohuslän |       | 58.520031, 11.554548 | 10160305760001 | Ladda upp en bild av detta fornminne      |
| Svarteborg 577:1                         | Hällristning                |              | Svarteborg, Bohuslän |       | 58.531528, 11.539231 | 10160305770001 | Ladda upp en bild av detta fornminne      |
| Svarteborg 578:1                         | Hällristning                |              | Svarteborg, Bohuslän |       | 58.521990, 11.556803 | 10160305780001 | Ladda upp en bild av detta fornminne      |
| Svarteborg 579:1                         | Hällristning                |              | Svarteborg, Bohuslän |       | 58.519636, 11.551670 | 10160305790001 | Ladda upp en bild av detta fornminne      |
| Svarteborg 593:2                         | Hällristning                |              | Svarteborg, Bohuslän |       | 58.520162, 11.547079 | 10160305930002 | Ladda upp en bild av detta fornminne      |
| Svarteborg 594:1                         | Hällristning                |              | Svarteborg, Bohuslän |       | 58.505687, 11.564541 | 10160305940001 | Ladda upp en bild av detta fornminne      |
| Svarteborg 596:1                         | Hällristning                |              | Svarteborg, Bohuslän |       | 58.525547, 11.557494 | 10160305960001 | Ladda upp en bild av detta fornminne      |
| Svarteborg 596:2                         | Hällristning                |              | Svarteborg, Bohuslän |       | 58.525604, 11.557536 | 10160305960002 | Ladda upp en bild av detta fornminne      |
| Svarteborg 605:1                         | Kvarn                       |              | Svarteborg, Bohuslän |       | 58.512535, 11.538690 | 10160306050001 | Ladda upp en bild av detta fornminne      |
| Svarteborg 605:2                         | Kvarn                       |              | Svarteborg, Bohuslän |       | 58.512714, 11.539184 | 10160306050002 | Ladda upp en bild av detta fornminne      |
| Svarteborg 605:3                         | Kvarn                       |              | Svarteborg, Bohuslän |       | 58.513126, 11.540125 | 10160306050003 | Ladda upp en bild av detta fornminne      |
| Svarteborg 605:4                         | Kvarn                       |              | Svarteborg, Bohuslän |       | 58.513512, 11.540541 | 10160306050004 | Ladda upp en bild av detta fornminne      |
| Svarteborg 605:5                         | Kvarn                       |              | Svarteborg, Bohuslän |       | 58.513917, 11.540912 | 10160306050005 | Ladda upp en bild av detta fornminne      |
| Svarteborg 605:6                         | Kvarn                       |              | Svarteborg, Bohuslän |       | 58.514294, 11.541305 | 10160306050006 | Ladda upp en bild av detta fornminne      |
| Svarteborg 608                           | Hällristning                |              | Svarteborg, Bohuslän |       | 58.524625, 11.548686 | 12000000036318 | Ladda upp en bild av detta fornminne      |
| Svarteborg 610                           | Stensättning                |              | Svarteborg, Bohuslän |       | 58.501546, 11.524222 | 12000000072134 | Ladda upp en bild av detta fornminne      |